# Arlene Stein
Arlene Stein é uma socióloga e autora americana mais conhecida por seus escritos sobre sexo e gênero, política de identidades e memória coletiva. Ela é professora emérito de sociologia na Universidade Rutgers, onde dirige o Instituto de Pesquisa sobre Mulheres da Universidade Rutgers. Stein também lecionou na Universidade de Essex e na Universidade de Oregon.

## Início de vida e educação
Stein cresceu na cidade de Nova York e se formou na Bronx High School of Science. Ela estudou no Amherst College, onde recebeu seu bacharelado em História em 1980. Ela estudou na Universidade da Califórnia, Berkeley, onde obteve um mestrado em 1985 e um doutorado em sociologia em 1993. Stein se identifica como lésbica. Ela é filha de sobreviventes do Holocausto da Polônia.

## Bolsa de estudos
O trabalho de Stein explora interseções entre mudanças pessoais e políticas, particularmente como pessoas marginalizadas e traumatizadas narram experiências. Stein baseia-se na teoria feminista, no interacionismo simbólico, na teoria psicanalítica e na teoria queer. Ela emprega métodos de entrevista e pesquisa etnográfica. Seu livro Sex and Sensibility de 1997 traça relatos de mulheres envolvidas em movimentos feministas e gays/lésbicos, observando desafios às definições médicas culturalmente dominantes de lesbianismo. Unbound de Stein, de 2018, explora novas variedades de masculinidade que desafiam as noções feministas de gênero. The Stranger Next Door centra-se numa cidade no noroeste do Pacífico dos Estados Unidos que aprovou uma iniciativa eleitoral destinada a proibir os direitos dos homossexuais e das lésbicas. Stein estabelece que a oposição aos direitos LGBT nos Estados Unidos se tornou uma forma de constituir o fundamentalismo cristão e ilustra as maneiras pelas quais os movimentos sociais conservadores constroem conhecimento e moldam a opinião pública sobre a sexualidade. Reluctant Witnesses examina a ascensão da consciência do Holocausto nos Estados Unidos. Ele se baseia em entrevistas e observação participante com sobreviventes do Holocausto e seus filhos para descrever como o Holocausto se tornou amplamente discutido e compreendido.

## Prémios
Stein recebeu o Prêmio Ruth Benedict da Associação Antropológica Americana em 2001 por sua segunda monografia, The Stranger Next Door: The Story of a Small Community's Battle over Sex, Faith, and Civil Rights. Em 2006, Stein recebeu o prêmio Simon and Gagnon Lifetime Achievement Award da American Sociological Association por sua contribuição profissional ao estudo das sexualidades.

## Outras publicações
- Stein, Arlene (2006). Shameless: Sexual Dissidence and American Culture. [S.l.]: New York University Press. ISBN 978-0814740286
- Stein, Arlene; Daniels, Jessie (2017). Going Public: A Guide for Social Scientists. [S.l.]: University of Chicago Press. ISBN 978-0226364780